# Bert Johan Ouëndag
Bert Johan Ouëndag (Amsterdam, 1 december 1861 – aldaar, 21 september 1932) was een Nederlandse architect. Hij ontwierp onder andere scholen, woningen, fabrieken en kantoorgebouwen.

## Levensloop

### Jeugd en opleiding
Ouëndag werd geboren in een arbeidersgezin en groeide op in de Nes en Oudemanhuispoort in Amsterdam. Na zijn opleiding werkte hij aanvankelijk voor stadsarchitect W. Springer, waarna hij in 1893 begon samen te werken met Jacob Frederik Klinkhamer.

### Carrière
Een van zijn eerste zelfstandige projecten was het ontwerp van een houten sociëteitsgebouw voor de Roei- en Zeilvereniging de Amstel in de Buiten-Amstel, waarvoor hij ook de aanbesteding regelde.
Van 1899 tot 1905 werkte Ouëndag samen met Klinkhamer in een gezamenlijk architectenbureau. Na 1905 richtte hij een eigen bureau op met zijn zoon Willem Bert Ouëndag. Verschillende van zijn werken zijn aangewezen als monument. Hij was ook betrokken bij het onderwijs, onder andere als docent bouwkunde en voorzitter van de Industrieschool van de Maatschappij voor den Werkenden Stand. Op zijn zeventigste verjaardag werd hij benoemd tot erelid van de Bond van Nederlandsche Architecten.
Naast zijn architectonisch werk was Ouëndag betrokken bij enkele zakelijke ondernemingen. Zo tekende hij mee bij de oprichting van de naamloze vennootschap Hollandsche Stoomgipsfabriek te Amsterdam.

#### Oeuvre
Ouëndag ontwierp onder andere het administratiekantoor van de Nederlands-Indische Spoorweg Maatschappij (N.I.S.) in Semarang en het hoofdgebouw van de N.I.S. in Den Haag, beide in samenwerking met Jacob Frederik Klinkhamer. Daarnaast was hij verantwoordelijk voor verschillende kantoren van de Amsterdamsche Bank, waaronder het hoofdkantoor, en het Boekhuis in Amsterdam. Hij ontwierp ook diverse scholen, villa's, paviljoens voor gestichten en enkele gebouwen in Artis. De silo van de Heineken Brouwerij in Amsterdam is eveneens van zijn hand.
Andere bekende ontwerpen van Ouëndag zijn de Ramaerkliniek in Loosduinen, de Van Houtenkerk in Weesp en de villa Oud Vossenhol in Bennekom.

### Privéleven
Ouëndag trouwde in mei 1895 met Theodora Wilhelmina Koopman in Amsterdam. Zijn kleinzoon Rob Ouëndag was ook architect, met een specialisatie in stadsvernieuwing. Zijn achterkleinzoon Eldert Ameling is een Groningstalige dichter.
- Biografisch Portaal: 49792179
- RKD-Nederlands Instituut voor Kunstgeschiedenis: 415178